# Zlatko Čajkovski
Zlatko „Čik” Čajkovski (ur. 24 listopada 1923 w Zagrzebiu, zm. 27 lipca 1998 w Monachium) – jugosłowiański i chorwacki piłkarz i trener. Jego brat, Željko Čajkovski, także był piłkarzem.